# Mark Rowland
Mark Rowland (Reino Unido, 7 de marzo de 1963) es un atleta  retirado, especializado en la prueba de 3000 m obstáculos en la que llegó a ser campeón olímpico en 1988.

## Carrera deportiva
En los JJ. OO. de Seúl 1988 ganó la medalla de bronde en los 3000 m obstáculos, con un tiempo de 8:07.96 segundos, llegando a meta tras los kenianos Julius Kariuki y Peter Koech.